# Список рыб Азербайджана
Список рыб Азербайджана — содержит виды рыб, которые встречаются в водах Азербайджана, в том числе интродуцированные. Существует два эндемичных видов, которые встречаются только на территории Азербайджана (Ширванская плотва и Союкбулакская плотва).

## ОтрядАтеринообразные(Atheriniformes)
- Семейство Атериновые (Atherinidae)  
  - Род Атерины (Atherina) 
    - Вид Каспийская атерина (Atherina caspia);

## ОтрядGobiiformes(Gobiiformes)
- Семейство Бычковые (Gobiidae) 
  - Род Neogobius (Neogobius)
    - Вид Бычок-кругляк (Neogobius melanostomus);
    - Вид Каспийский бычок (Neogobius caspius);
    - Вид Neogobius pallasi (Neogobius pallasi);
    - Вид Бычок-песочник (Neogobius fluviatilis);

  - Род Бычки Книповича (Knipowitschia)
    - Вид Бычок-бубырь (Knipowitschia caucasica);
    - Вид каспийский бычок-головач (Knipowitschia iljini);
    - Вид Длиннохвостый бычок Книповича (Knipowitschia longecaudata );

  - Cins Ponticola (Ponticola)
    - Вид Ponticola bathybius (Ponticola bathybius);
    - Вид  Бычок-ширман (Ponticola syrman);
    - Вид Ponticola gorlap (Ponticola gorlap);
    - Вид Бычок-ратан (Ponticola ratan);

  - Род Пуголовки (Benthophilus)
    - Вид Пуголовка Бэра (Benthophilus baeri);
    - Вид Шипоголовая пуголовка (Benthophilus ctenolepidus);
    - Вид Зернистая пуголовка (Benthophilus granulosus);
    - Вид Пуголовка Гримма (Benthophilus grimmi);
    - Вид Пуголовка Берга (Benthophilus leobergius);
    - Вид Узкоголовая пуголовка (Benthophilus leptocephalus);
    - Вид Узкорылая пуголовка (Benthophilus leptorhynchus);
    - Вид Каспийская пуголовка (Bcnthophilus macrocephalus);
    - Вид Пуголовка Пинчука (Benthophilus pinchuki);
    - Вид Пуголовка Рагимова (Benthophilus ragimovi);
    - Вид Шиповатая пуголовка (Benthophilus spinosus);
    - Вид Звёздчатая пуголовка (Bcnthophilus stellatus);

  - Род Babka (Babka)
    - Вид Бичок-гонець (Babka gymnotrachelus);

  - Род Пуголовочка (Benthophiloides)
    - Вид Бычок Браунера (Benthophiloides brauneri);

  - Род Каспиосома (Caspiosoma)
    - Вид Каспиосома (Caspiosoma caspium);

  - Род Мартовики (Mesogobius)
    - Вид Бичок-жаба каспийский (Mesogobius nonultimus);

  - Род Тупоносые бычки (Proterorhinus)
    - Вид Бычок-цуцик (Proterorhinus marmoratus);
    - Вид Каспийский бычок-цуцик (Proterorhinus nasalis);

  - Род Anatirostrum (Anatirostrum)
    - Вид Anatirostrum profundorum (Anatirostrum profundorum);

## ОтрядОсетрообразные(Acipenseriformes)
- Семейство Осетровые (Acipenseridae)
  - Род Осетры (Acipenser)
    - Вид Сибирский осётр (Acipenser baerii);
    - Вид Русский осётр (Acipenser guldenstadtii);
    - Вид Шип (Acipenser nudiventris);
    - Вид Персидский осётр (Acipenser persicus);
    - Вид Стерлядь (Acipenser ruthenus);
    - Вид Севрюга (Acipenser stellatus);

  - Род Белуги (Huso)
    - Вид Белуга (Huso huso);

## ОтрядКарпообразные(Cypriniformes)
- Семейство Карповые (Cyprinidae)
  - Род Белые амуры (Ctenopharyngodon) 
    - Вид Белый амур (Ctenopharyngodon idella);

  - Род Карпы (Cyprinus)
    - Вид Сазан (Cyprinus carpio);

  - Род Чёрные амуры (Mylopharyngodon)  
    - Вид Чёрный амур (Mylopharyngodon piceus);

  - Род Лини (Tinca)
    - Вид Линь (Tinca tinca);

  - Род Востробрюшки (Hemiculter)
    - Вид Корейская востробрюшка  (Hemiculter leucisculus);

  - Род Горчаки (Rhodeus) 
    - Вид Обыкновенный горчак (Rhodeus sericeus);

  - Род Pseudophoxinus (Pseudophoxinus)
    - Вид Ширванская плотва (Pseudophoxinus atropatenus)[1], или ширванская плотичка[2];
    - Вид Союкбулакская плотва (Pseudophoxinus sojuchbulagi);

  - Род Толстолобики (Hypophthalmichthys)
    - Вид Белый толстолобик (Hypophthalmichthys molitrix);
    - Вид Пёстрый толстолобик (Hypophthalmichthys nobilis);

  - Род Лещи (Abramis)
    - Вид Лещ (Abramis brama);

  - Род Уклейки (Chalcalhurnus)
    - Вид Уклейка (Alburnus alburnus);
    - Вид Шемая каспийская (Chalcalburnus chalcoides);
    - Вид Куринская уклейка (Alburnus filippii);
    - Вид Alburnus hohenackeri (Alburnus charusini hohenackeri);

  - Род Плотвы (Rutilus)
    - Вид Обыкновенная плотва (Rutilus rutilus);
    - Вид Вобла (Rutilus caspicus);
      - Подвид Кутум (Rutilus frisii kutum);

  - Род Псевдорасборы (Pseudorasbora)
    - Вид Амурский чебачок (Pseudorasbora parva);

  - Вид Squalius (Squalius)
    - Вид Голавль (Squalius cephalus);

  - Род Азиатские храмули (Capoeta)
    - Вид Capoeta capoeta (Capoeta capoeta);
    - Вид Capoeta sevangi (Capoeta sevangi);
    - Вид Capoeta gracilis (Capoeta gracilis);

  - Род Romanogobio (Romanogobio)
    - Вид Romanogobio ciscaucasicus (Romanogobio ciscaucasicus);
    - Вид Romanogobio persus (Romanogobio persus);

  - Род Altağızlar (Chondrostoma)
    - Вид Подуст куринский (Chondrostoma cyri);
    - Вид Терский подуст (Chondrostoma oxyrhynchum);

  - Род Чернобровки (Acanthalburnus)
    - Вид Чернобровка (Acanthalburnus microlepis);

  - Род Рыбцы (Vimba)
    - Вид Рыбец (Vimba vimba);
      - Подвид Каспийский рыбец (Vimba vimba persa);

  - Род Жерехи (Aspius)
    - Вид Жерех (Aspius aspius);
      - Подвид Aspius aspius taeniatus (Aspius aspius taeniatus);

  - Род Синцы (Ballerus)
    - Вид Синец (Ballerus ballerus);
    - Вид Белоглазка (Ballerus sapa);

  - Род Барбусы (Barbus)
    - Вид Терский усач (Barbus ciscaucasicus);
    - Вид Куринский усач (Barbus lacerta);

  - Род Верховка (Leucaspius) 
    - Вид Обыкнове́нная верхо́вка (Leucaspius delineatus);
      - Подвид Leucaspius delineatus delinecatus (Leucaspius delineatus delinecatus);

  - Род Караси (Carassius) 
    - Вид Золотой карась (Carassius carassius);
    - Вид Серебряный карась (Carassius gibelio);
    - Вид Золотая рыбка (Carassius auratus);

  - Род Щуковидные усачи (Luciobarbus)
    - Вид Короткоголовый усач (Luciobarbus brachycephalus);
    - Вид Luciobarbus capito (Luciobarbus capito);
    - Вид Luciobarbus mursa (Luciobarbus mursa);
- Семейство Nemacheilidae (Nemacheilidae) 
  - Род Oxynoemacheilus (Oxynoemacheilus)
    - Вид Oxynoemacheilus brandtii (Oxynoemacheilus brandtii);
    - Вид Oxynoemacheilus angorae (Oxynoemacheilus angorae);
      - Подвид Oxynoemacheilus angorae Lenkoranensis (Oxynoemacheilus angorae Lenkoranensis);

    - Вид Oxynoemacheilus bergianus (Oxynoemacheilus bergianus);
    - Вид Oxynoemacheilus merga (Oxynoemacheilus merga);
- Семейство Вьюновые (Cobitidae) 
  - Род Щиповки Сабанеева (Sabanejewia)
    - Вид Sabanejewia aurata (Sabanejewia aurata);
    - Вид Sabanejewia caspia (Sabanejewia caspia);
    - Вид Предкавказская щиповка (Sabanejewia caucasica);

  - Род Краснопёрки (Scardinius)
    - Вид Краснопёрка  (Scardinius erythrophthalmus);

## ОтрядКарпозубообразные(Cyprinodontiformes)
- Семейство Пецилиевые (Poecilidae) 
  - Род Гамбузии (Gambusia)
    - Вид Обыкновенная гамбузия (Gambusia affinis);

## ОтрядОкунеобразные(Perciformes)
- Семейство Окуневые (Percidae) 
  - Род Пресноводные окуни (Perca)
    - Вид Речной окунь (Perca fluviatilis);

  - Род Судаки (Sander)
    - Вид Обыкновенный судак (Sander lucioperca);
    - Вид Морской судак (Sander marinus);
    - Вид Волжский судак (Sander volgensis);

## ОтрядЩукообразные(Esociformes)
- Семейство Щуковые (Esocidae) 
  - Род Щуки (Esox)
    - Вид Щука (Esox lucius);

## ОтрядСельдеобразные(Clupeiformes)
- Семейство Сельдевые (Clupeidae) 
  - Род Каспийско-черноморские сельди (Alosa)
    - Вид Alosa curensis (Alosa curensis);
    - Вид Бражниковская сельдь (Alosa braschnikowi);
      - Подвид Alosa brashnikovi sarensis;
      - Подвид Alosa brashnikovi autumnalis;
      - Подвид Alosa brashnikovi grimmi;
      - Подвид Alosa brashnikovi agrachanica;
      - Подвид Alosa brashnikovi kisselevitchi;

    - Вид Каспийско-черноморский пузанок (Alosa caspia);
    - Вид Сельдь Кесслера (Alosa kessleri);
    - Вид Волжская сельдь (Alosa kessleri volgensis);
    - Вид Большеглазый пузанок (Alosa saposchnikowii);
    - Вид Большеглазый пузанок (Alosa sphaerocephala);

  - Род Тюльки (Clupeonella)
    - Вид Анчоусовидная килька (Clupeonella engrauliformis);
    - Вид Обыкновенная каспийская тюлька (Clupeonella caspia);
    - Вид Большеглазая килька (Clupeonella grimmi);

## ОтрядЛососеобразные(Salmoniformes)
- Семейство Лососёвые (Salmonidae) 
  - Род Лососи (Salmo)
    - Вид Кумжа (Salmo trutta);
    - Вид Ишхан (Salmo ischchan);
    - Вид Микижа (Oncorhynchus mykiss);
      - Подвид Oncorhynchus mykiss irideus;

    - Вид Salmo ciscaucasicus (Salmo ciscaucasicus);
      - Подвид Salmo trutta fario;
      - Подвид Salmo trutta ciscaucasicus;

  - Род Белорыбица (Stenodus)
    - Вид Белорыбица (Stenodus leucichthys);

  - Род Тихоокеанские лососи (Oncorhynchus)
    - Вид Кета (Oncorhynchus keta);
    - Вид Кижуч (Oncorhynchus kisutch)

## ОтрядУгреобразные(Anguilliformes)
- Семейство Угрёвые (Anguilla) 
  - Род Угри (Anguilla)
    - Вид Речной угорь (Anguilla anguilla);

## ОтрядМиногообразные(Petromyzontiformes)
- Семейство Миноговые (Petromyzontidae) 
  - Род Каспийские миноги (Caspiomyzon)
    - Вид Каспийская минога (Caspiomyzon wagneri);

## ОтрядСомообразные(Siluriformes)
- Семейство Сомовые (Siluridae) 
  - Род Сомы (Silurus)
    - Вид Обыкновенный сом (Silurus glanis);

## ОтрядКефалеобразных(Mugiliformes)
- Семейство Кефалевые (Mugilidae) 
  - Род Кефали-лизы (Liza)
    - Вид Остронос (Liza saliens);
    - Вид Золотистая кефаль (Liza parsia);

## ОтрядСкорпенообразные(Scorpaeniformes)
- Семейство Колюшковые (Gasterosteidae) 
  - Род Девятииглые колюшки (Pungitius)
    - Вид Малая южная колюшка (Pungitius platygaster);

  - Род Трёхиглые колюшки (Gasterosteus) 
    - Вид Трёхиглая колюшка (Gasterosteus aculeatus);

## ОтрядИгловидные(Syngnathiformes)
- Семейство Игловые (Syngnathidae)  
  - Род Обыкновенные морские иглы (Syngnathus) 
    - Вид Итальянская рыба-игла (Syngnathus nigrolineatus);